# Claude Le Tonnelier de Breteuil
Claude Le Tonnelier de Breteuil (* 17. November 1644 in Paris; † 8. Januar 1698 ebenda) war ein französischer Geistlicher. Er war von 1682 bis 1698 Bischof von Boulogne.

## Leben

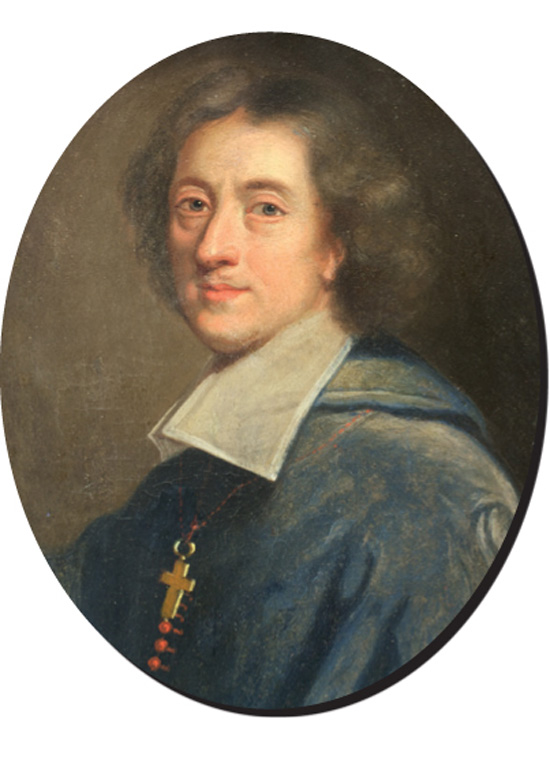
Claude de Breteuil

Die ursprünglich aus Orléans stammende Familie war in der Mitte des 16. Jahrhunderts nach Paris gekommen und zu den höchsten Ämtern aufgestiegen. Vor allem in der Finanzverwaltung tätig, hatte sie bis ins 18. Jahrhundert hinein Parlamentsämter und Intendanturen inne und bekleidete Ministerämter.
Claude Le Tonnelier de Breteuil wurde geboren am 17. November 1644 in Paris als Sohn von Louis Le Tonnelier de Breteuil, Maître des requêtes und von 1657 bis 1665 unter Fouquet Colberts Vorgänger im Amt des Intendanten der Finanzen, und Christine Le Court. Sein Bruder François (1638–1705) wurde ebenfalls Intendant der Finanzen (1684–1701).
Claude studierte Philosophie und Theologie in Paris, erhielt den Grad eines Magister Artium im April 1669 und das Lizentiat 1674. Die Promotion zum Doktor der Theologie folgte am 23. Dezember 1681, d. h. nach seiner Ernennung zum Bischof des Bistums Boulogne. Die Priesterweihe hatte er am 18. Dezember 1677 durch den Bischof von Saintes, Guillaume de La Brunetière, erhalten.
Am 2. Mai 1681 von König Ludwig XIV. zum Bischof von Boulogne ernannt, erhielt er am 1. Dezember 1681 die Ernennungsurkunde und am 1. Februar 1682 von seinem Metropoliten, Erzbischof Charles Maurice Le Tellier von Reims, die Bischofsweihe. Über den Ort der Weihe gibt es unterschiedliche Angaben. Während Van Drival in seiner Geschichte der Bischöfe von Boulogne die Kirche Notre-Dame-de-Pitié in der Nähe des Palais du Luxembourg angibt, nennt Armand Jean die Klosterkirche der Minimiten an der Place Royale in Paris. Am 18. März 1682 hielt Breteuil seinen feierlichen Einzug in Boulogne.
In seiner knapp sechzehnjährigen Amtszeit visitierte Bischof Breteuil seine Diözese, ließ Missionen abhalten und stellte das Priesterseminar unter die Leitung der Lazaristen. Das Bischofspalais ließ er ausbauen und neu dekorieren. Im unteren Hof des Bischofssitzes ließ er auf dem Grundstück der Domherren Stallungen errichten, weshalb er und seine Nachfolger ihnen sechzig Francs Leibrente zahlen mussten. Als in der Karwoche 1696 der exilierte König Jakob II. zum zweiten Mal nach Boulogne kam, um eine Expedition nach England vorzubereiten, die ihn wieder auf den Thron bringen sollte, und an allen Gottesdiensten in der Kathedrale teilnahm, kam Breteuil eigens aus Paris, um den religiösen Zeremonien mehr Glanz zu verleihen.
Er starb am 8. Januar 1698, 53 Jahre alt, in Paris. Sein Leichnam wurde in der (infolge der Französischen Revolution zerstörten) Pfarrkirche Saint-Jean-en-Grève beigesetzt, sein einbalsamiertes Herz in der (ebenfalls abgerissenen) Kathedrale von Boulogne.